# إيرادات إضافية
الإيرادات الإضافية هي الإيرادات المستمدة من سلع أو خدمات بخلاف عرض المنتج الأساسي للشركة. تشمل الأمثلة الامتيازات في الأحداث الرياضية، وإيرادات مناولة الأمتعة أو اختيار المقاعد التي تتقضاها شركات الطيران، وإيرادات المطاعم التي يتقضاها أصحاب الفنادق، وخدمات غسيل السيارات التي تبيعها محطات الوقود. قد تتجاوز الإيرادات الإضافية الإيرادات الأولية، مما يؤدي إلى تغييرات في نماذج الأعمال.

## صناعة الخطوط الجوية
في صناعة الطيران، الإيرادات الإضافية هي الإيرادات من المصادر غير المتعلقة بالتذاكر، مثل رسوم الأمتعة والطعام والخدمات على متن الطائرة.
قدرت الإيرادات الإضافية لشركات الطيران بنحو 92.9 مليار دولار في جميع أنحاء العالم في عام 2018. في النصف الأول من عام 2018، ارتفعت الإيرادات الإضافية في رايان إير بنسبة 28٪. بينما تعتبر الخطوط الجوية المتحدة هي الشركة الرائدة في حجم الإيرادات الإضافية بالدولار.

### أرقام عام 2006
فيما يلي قائمة بإجمالي الإيرادات الإضافية التي أبلغت عنها بعض الخطوط الجوية للسنة المالية 2006: إيزي جيت 189,476,508 يورو، أير لينغس 63,407,000 يورو، سكاي يورب يورو 10,827,000، طيران آسيا (ماليزيا) 22,713,479 يورو.
وفقًا لدراسة نشرتها أماديوس سي آر إس وشركة آيديا ووركس، كان من المتوقع أن تزيد الإيرادات الإضافية لشركات الطيران من 13.5 مليار دولار في عام 2009 إلى 22.6 مليار دولار في عام 2010. في عام 2009، حققت شركة يونايتد إيرلاينز 1.5 مليار دولار من الإيرادات الإضافية. بالنسبة للعديد من شركات الطيران، شكلت الإيرادات الإضافية جزءًا كبيرًا من إجمالي إيراداتها: أليجانت للطيران (29.2٪)، خطوط سبيريت الجوية (23.9٪) ورايان إير (22.2٪). بالنسبة لعام 2018، زادت النتائج المالية بشكل كبير مع ملاحظة أداءً أفضل للشركات التالية:
- احتلت ويز آير (Wizz Air) المرتبة الأولى «% من الإيرادات» المنتجة لأوروبا وروسيا بنسبة 41.1٪، وفي الأمريكتين كانت «فيفا ايروبس» (Viva Aerobus) بنسبة 47.6٪، وآسيا وجنوب المحيط الهادئ، وطيران آسيا بنسبة 29%؛ لم تحتل منطقة الشرق الأوسط / إفريقيا أي من المراتب العشرة الأولى.
- حققت أفضل شركات الطيران التي تتخذ من الولايات المتحدة مقراً لها أداءً كمجموعة إيرادات تزيد عن 17.5 مليار دولار من برامج المسافر الدائم، أي بمتوسط 25 دولارًا لكل مسافر.
- أعلى «الإيرادات الإضافية لكل مسافر»، معظمها من الأنشطة الانتقائية، حسب المناطق العالمية: (Jet2.com) 43.91 دولارًا (أوروبا وروسيا)، سبيريت 50.94 دولارًا (الأمريكتان)، فيرجن أستراليا 34.74 دولارًا (آسيا وجنوب المحيط الهادئ). لم تحتل منطقة الشرق الأوسط / إفريقيا أي من المراتب العشرة الأولى.

### رد فعل الركاب
يمكن لشركات الطيران استخدام تمايز المنتجات وزيادة إيراداتها عن طريق «تفكيك» تجربة السفر من خلال فرض رسوم منفصلة على خدمات مثل الأمتعة المسجلة والمشروبات المقدمة على متن الطائرة. حققت شركات النقل منخفضة التكلفة مثل إيزي جيت ورايان إير أرباحًا كبيرة من الإيرادات الإضافية. ومع ذلك، فإن رد الفعل العنيف من جانب المستهلك من فرض الرسوم (للخدمات المدرجة في سعر التذكرة من قبل شركات الطيران الأخرى) يمكن أن يضر بسمعة شركة النقل. على سبيل المثال، كان العنوان «سرقة المسارات الجوية الأوروبية» ("European Skyway Robbery") هو العنوان الرئيسي الذي كتبه كاتب عمود السفر الشهير «بيتر غرينبيرغ»(Peter Greenberg) لتحذير المستهلكين من فرض رسوم زائدة على رسوم الأمتعة في أوروبا من قبل شركة (easyJet) وشركات نقل أخرى. أرادت الخطوط الجوية البريطانية أيضًا زيادة إيراداتها الإضافية من خلال زيادة رسوم الأمتعة خلال عام 2007. تراجعت شركة النقل في النهاية بعد أن أصبح الغضب العام أكبر من اللازم.

### أنواع الإيرادات الإضافية
وفقًا لشركة آيديا ووركس في كتابها الذي تصدرها سنويًا «كارترولر» (CarTrawler) للإيرادات الإضافية، تشمل الإيرادات الإضافية لشركات الطيران ما يلي: الميزات الانتقائية، والمنتجات القائمة على العمولة، وأنشطة المسافر المتكررة، والإعلانات التي تبيعها شركة الطيران، والأجرة أو حزم المنتجات.
- الميزات الانتقائية هي وسائل راحة منفصلة يمكن للمستهلك طلبها أثناء السفر.[17] القائمة تشمل:
  - بيع المواد الغذائية والمشروبات على متن الطائرة.
  - فحص الأمتعة والأمتعة الزائدة - 28.1 مليار دولار (2018)، 23.6 مليار دولار (2017) 13.4 مليار دولار (2014)..[18]
  - المقاعد المخصصة أو المقاعد الأفضل مثل مقاعد الممر
  - دعم مركز الاتصال للحجز.
  - الرسوم المفروضة على المشتريات التي تتم باستخدام بطاقات الائتمان.
  - مزايا الصعود المبكر.
- تشير المنتجات القائمة على العمولة إلى مبيعات المنتجات والخدمات مثل الإقامة بالفنادق وتأجير السيارات والتأمين على السفر مقابل عمولة المبيعات. تتضمن هذه في المقام الأول موقع الويب الخاص بشركة الطيران، ولكن يمكن أن تشمل بيع المنتجات المعفاة من الرسوم الجمركية والمنتجات الاستهلاكية على متن الطائرات.[19]
- يتم تعريف برامج المسافر الدائم من خلال بيع الأميال أو النقاط لشركاء البرنامج مثل سلاسل الفنادق وشركات تأجير السيارات وبطاقات الائتمان ذات العلامات التجارية المشتركة (العلامات التجارية المشتركة) ومراكز التسوق عبر الإنترنت وتجار التجزئة وخدمات الاتصالات. يمكن أن تكون المبالغ كبيرة، مثل الإفصاحات التي قدمتها أكبر 5 شركات طيران مدرة للإيرادات لعام 2018: 1,144,803,233 دولارًا (مجموعة كانتاس)، 5,571,000,000 دولار (الخطوط الجوية الأمريكية)، 4,229,000,000 دولار (يونايتد إيرلاينز)، 3,407,000,000 دولار (ساوث ويست إيرلاينز)، و 4,110,000,000 دولار (خطوط دلتا الجوية).[20] (استندت نتائج شركة النقل لعام 2018 إلى الإفصاحات الأخيرة عن الفترة المالية البالغة 12 شهرًا. العملات المحلية محولة إلى الدولار الأمريكي بأسعار يوليو 2018).
- تتعلق الإعلانات التي تبيعها شركات الطيران بالإيرادات من بيع الإعلانات في المجلات على متن الطائرة وغيرها من قنوات التواصل مع العملاء (بما في ذلك الإعلان على داخل الطائرة أو خارجها، أو في مرافق المطار أو الصالة، بالإضافة إلى الإعلان على وسائل الترفيه على متن الطائرة.
- الأجرة أو حزمة المنتج - قد تخصص الخطوط الجوية جزءًا من السعر المرتبط بحزمة من الدرجة الاقتصادية أو حزمة منتج كإيرادات إضافية. يتم تحديد ذلك من خلال تخصيص قيمة إيرادات للخدمات المضمنة في الحزمة، مثل الأمتعة المسجلة، والصعود المبكر، ومقاعد بمساحة إضافية للساق.

## صناعة الفندقة
تشمل الإيرادات الإضافية في صناعة الفنادق الإيرادات من خدمة واي فاي عالية السرعة وتناول الطعام داخل الغرفة ومواقف السيارات وخدمات الأعمال والوجبات ورسوم نقاط الولاء الإضافية ورسوم تسجيل المغادرة المتأخر / تسجيل الوصول المبكر والترفيه داخل الغرفة وتأمين إلغاء الرحلة.